# بسلافية
بِسلافية (الاسم العلمي: Pselaphinae)، فُصيلة حشرات من فصيلة الخنافس الرواغة. كانت المجموعة تعتبر في الأصل فصيلة منفصلة تدعى بسلافيات (Pselaphidae). وتم وضعها من قبل نيوتن وثاير (1995) في مجموعة (Omaliinae) من فصيلة الخنافس الرواغة استنادًا إلى عوامل تشكلية مُشتركة.

## معرض صور

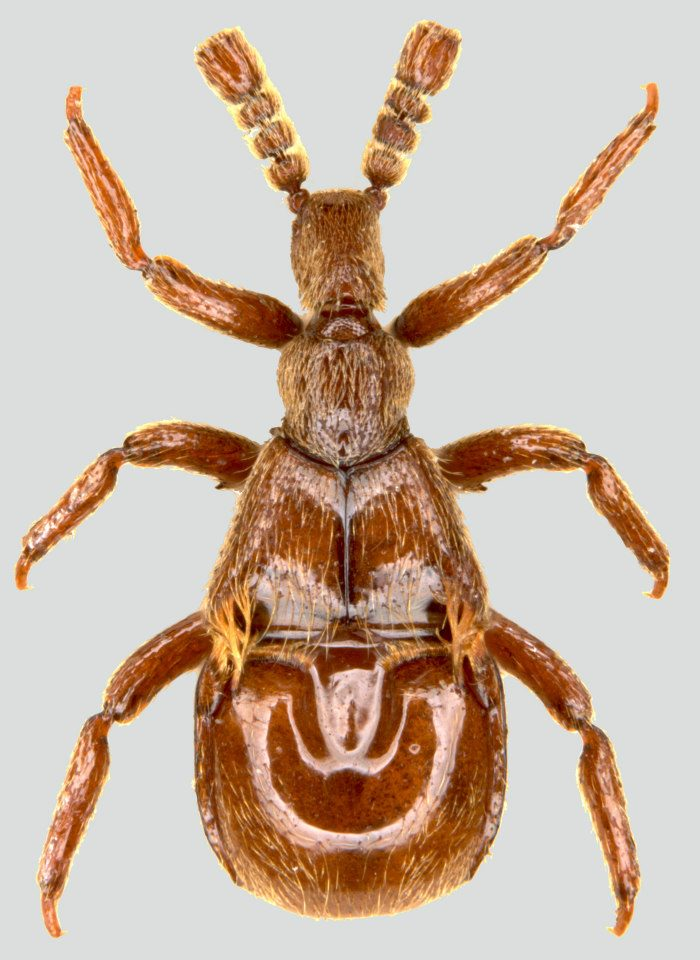
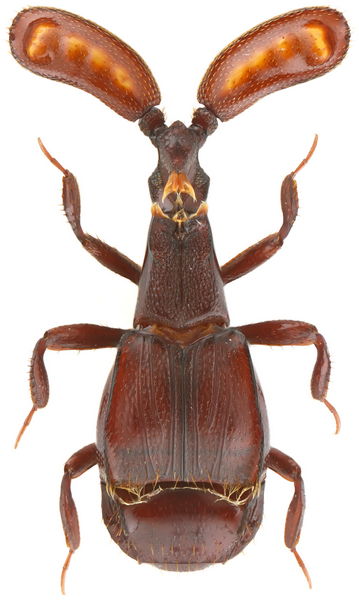
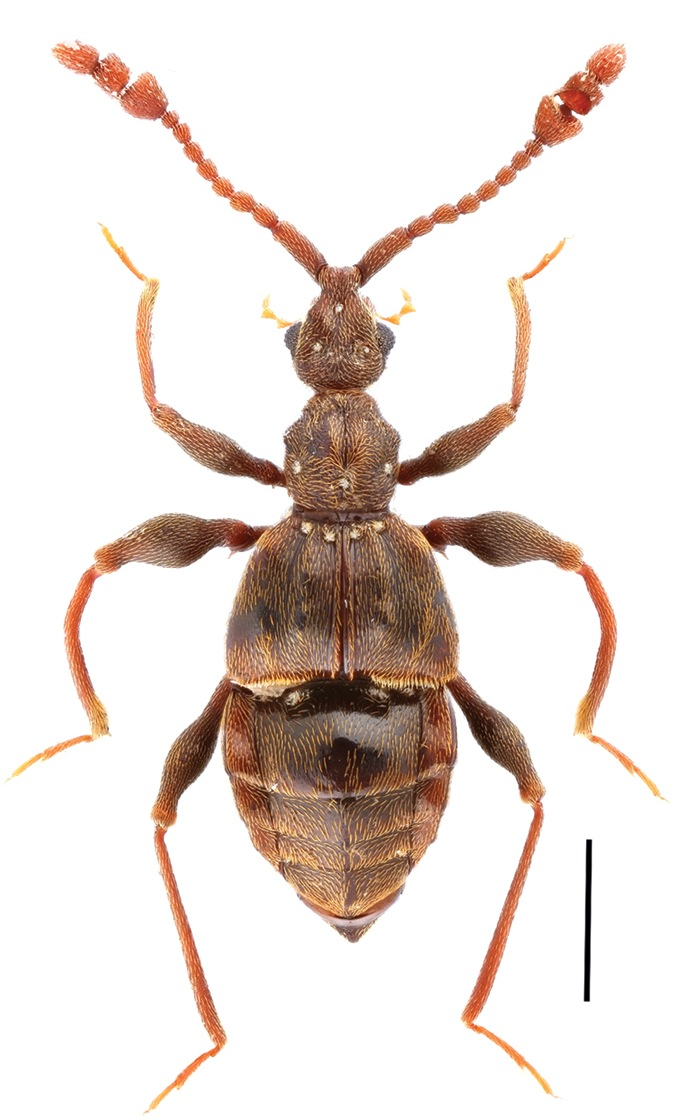